# Cissus sulfurosus
Cissus sulfurosus är en vinväxtart som beskrevs av Descoings. Cissus sulfurosus ingår i släktet Cissus och familjen vinväxter. Inga underarter finns listade i Catalogue of Life.